# 1980 год в телевидении
Список 1980 год в телевидении описывает события в мире телевидения, произошедшие в 1980 году.

## События

### Январь
- 6 января — Вышло в эфир аниме «Приключения Тома Сойера».

### Июнь
- 28 июня — последний выпуск телепередачи «Monsieur Cinéma[фр.]» Пьера Черния (вышел на канале Antenne 2).

### Октябрь
- 19 июля — начало вещания «Шестая программа ЦТ».
- 19 октября — первый выпуск телепередачи «Футбольное обозрение».

### Без точной даты
- Начало съёмок телесериала «Государственная граница».

## Родились
- 17 января — Зоуи Дешанель, американская актриса;
- 3 июня — Юлия Барановская — российская телеведущая и писательница.
- 24 июля — Мария Саакян (ум. 2018), российский кинорежиссёр и сценарист;
- 3 августа — Ханна Симон, канадская актриса, снимавшаяся в ситкоме «Новенькая»;
- 5 августа — Олеся Лосева — российская телеведущая.
- 21 октября — Ким Кардашян, американская фотомодель, актриса, известная по реалити-шоу «Семейство Кардашян»;
- 4 ноября — Эмми Райлен, американская актриса;
- 7 декабря — Алина Великая, русская модель и телеведущая, победительница конкурса «Мисс Телевидение России-2001».